# يوشينوبو ياماموتو
يوشينوبو ياماموتو (باليابانية: 山本由伸؛ بالكانا: やまもと よしのぶ) هو لاعب كرة قاعدة ياباني، ولد في 17 أغسطس 1998.

## روابط خارجية
- يوشينوبو ياماموتو على موقع دوري كرة القاعدة الرئيسي (الإنجليزية)
- يوشينوبو ياماموتو على موقع الدوري الياباني لكرة القاعدة (الإنجليزية)
- يوشينوبو ياماموتو على موقعبيزبول رفرنس.كوم (الدوري الرئيسي) (الإنجليزية)
- يوشينوبو ياماموتو على موقعبيزبول رفرنس.كوم (الدوري الثانوي) (الإنجليزية)
- يوشينوبو ياماموتو على موقع إي إس بي إن.كوم (أم.أل.بي) (الإنجليزية)
- يوشينوبو ياماموتو على موقع مشجعي الرسوم البيانية (الإنجليزية)
- يوشينوبو ياماموتو على موقع أوليمبيديا (الإنجليزية)